# Priolepis randalli
Priolepis randalli és una espècie de peix de la família dels gòbids i de l'ordre dels perciformes.

## Morfologia
Els mascles poden assolir els 5,1 cm de longitud total.

## Distribució geogràfica
Es troba al Golf d'Aqaba i a l'Illa Jana (Golf Pèrsic).